# Kišar
Kišar  (slovensko vsa zemlja) je bil prvobitna boginja v babilonskem mitu o stvaritvi sveta Enuma Eliš. Ona in njen mož, bog Anšar  (slovensko vse nebo),  sta bila otroka bogov Lahmuja in Lahamu in vnuka Apsuja in Tiamat. Sama sta bila starša Anuja, boga neba, gospodarja ozvezdij in kralja bogov, duhov in demonov.
V epu Enuma Eliš se KIšar pojavi samo enkrat v uvodnih vrsticah besedila, v nadaljevanju zgodbe pa ne več. Nekajkrat se omenja tudi v drugih besedilih iz 1. tisočletja pr. n. št., v katerih jo je mogoče enačiti z boginjo Antu.